# Bernd Motte
Bernd Motte (* 10. Januar 1956) ist ein ehemaliger deutscher Basketballtrainer. Er war Bundestrainer der deutschen Damen-Nationalmannschaft und führte den BTV Wuppertal zu vier deutschen Meistertiteln.

## Laufbahn
1981 gelang der Mannschaft des PTSV Wuppertal unter Mottes Leitung der Aufstieg in die Basketball-Bundesliga der Damen. Er betreute dann die Damen des Barmer TV 1846 Wuppertal in der 2. Bundesliga. 1989 führte Motte den Barmer TV (BTV) in der Bundesliga erstmals zum Gewinn der deutschen Meisterschaft und erhielt die Auszeichnung als „Trainer des Jahres“. 1990 war er einige Monate lang Trainer des Männer-Bundesligisten Brandt Hagen. Auch in den Jahren 1994, 1995 und 1996 wurde der BTV Wuppertal unter Mottes Führung deutscher Meister, er gewann mit der Mannschaft zudem fünfmal den deutschen Pokalwettbewerb. 1996 gelang sogar ein Dreifachtriumph aus deutscher Meisterschaft, deutschem Pokalsieg und Europapokal der Landesmeister.
Motte wurde im 1993 zusätzlich zu seinem Amt in Wuppertal Bundestrainer und führte die deutsche Damennationalmannschaft 1997 zum Gewinn der Bronzemedaille bei der Europameisterschaft. 1998 übernahm er zusätzlich zu seinen Aufgaben als Bundestrainer das Traineramt beim Damen-Bundesligisten Aschaffenburg. Als Bundestrainer schied er 2001 aus.